# Mitja Petkovšek
Mitja Petkovšek (Lubiana, 6 febbraio 1977) è un ex ginnasta sloveno.

## Palmarès

### Mondiali
- 3 medaglie:
  - 2 ori (Melbourne 2005 nelle parallele simmetriche; Stoccarda 2007 nelle parallele simmetriche)
  - 1 argento (Debrecen 2002 nelle parallele simmetriche)

### Europei
- 9 medaglie:
  - 4 ori (Brema 2000 nelle parallele simmetriche; Volos 2006 nelle parallele simmetriche; Amsterdam 2007 nelle parallele simmetriche; Losanna 2008 nelle parallele simmetriche)
  - 3 argenti (San Pietroburgo 1998 nelle parallele simmetriche; Patrasso 2002 nelle parallele simmetriche; Milano 2009 nelle parallele simmetriche)
  - 2 bronzi (Debrecen 2005 nelle parallele simmetriche; Montpellier 2012 nelle parallele simmetriche)

### Universiadi
- 1 medaglia:
  - 1 bronzo (Sicilia 1997 nelle parallele simmetriche)